# George Villiers (1. książę Buckingham)

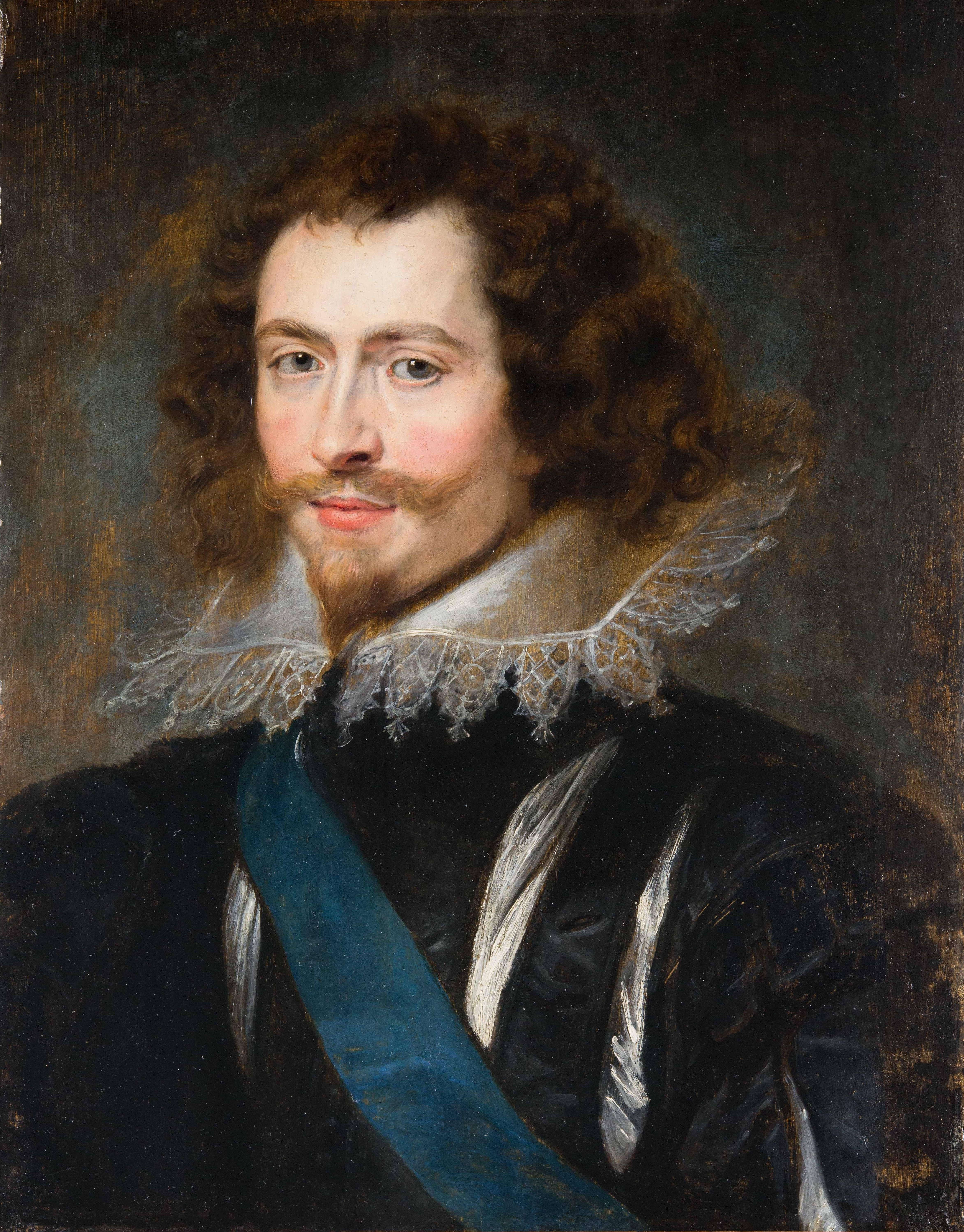
Książę Buckingham

George Villiers KG (ur. 28 sierpnia 1592 w Brooksby w Leicestershire, zm. 23 sierpnia 1628 w Portsmouth) – angielski arystokrata, faworyt królów Anglii Jakuba I i Karola I. Był synem drobnego szlachcica, sir George’a Villiersa of Brokesby, i Mary Beaumont, córki Anthony’ego Beaumonta of Glenfield.

## Faworyt Jakuba I
George został wcześnie osierocony przez ojca. O jego edukację dbała matka, która wysłała go do Francji u boku sir Johna Eliota. W Paryżu Villiers otrzymał wykształcenie głównie w tańcu i szermierce, w niewielkim zakresie nauczył się języka francuskiego. Był uważany za bardzo przystojnego i świetnie zbudowanego mężczyznę. Kiedy w 1614 r. pojawił się na dworze króla Jakuba I, od razu zwrócił uwagę monarchy. Wkrótce został królewskim podczaszym, co wywołało niepokój aktualnego faworyta królewskiego, lorda Somerseta. W 1615 r. nastąpił kres kariery Somerseta w związku z ujawnieniem sprawy śmierci sir Thomasa Overbury’ego. Miejsce Somerseta na dworze zajął Villiers.
Kwestią dyskusyjną jest charakter relacji między Jakubem a Villiersem. Niektórzy historycy uważają, że Jakub był homoseksualistą, a Villiers jego kochankiem. Inni historycy podchodzą do kwestii orientacji seksualnej króla sceptycznie. Jakkolwiek było, relacje króla z jego faworytem były bardzo bliskie. Król pisał do Villiersa: I desire only to live in this world for your sake... („Pragnę żyć na tym świecie tylko przez wzgląd na ciebie...”). Nazywał również faworyta swoim „ukochanym dzieckiem”.
Po upadku Somerseta Villiers stał się najważniejszą osobą na dworze. Wkrótce, 24 kwietnia 1615 r., otrzymał tytuł szlachecki. W 1616 r. został Wielkim Stewardem Hampton Court, lordem namiestnikiem Buckinghamshire i koniuszym królewskim. 7 lipca tego roku udekorowano go Orderem Podwiązki. 27 sierpnia został baronem Whaddon, wicehrabią Villiers i zasiadł w Izbie Lordów. Wkrótce otrzymał kolejne tytuły parowskie  – 5 stycznia 1617 r. został hrabią Buckingham, 1 stycznia 1618 r. markizem Buckingham i wreszcie 18 maja 1623 r. hrabią Coventry i księciem Buckingham.
Równolegle do tytułów parowskich Villiers otrzymywał kolejne godności państwowe. 4 lutego 1616 r. został członkiem Tajnej Rady, w 1618 r. – Wielkim Stewartem Westminsteru, 28 stycznia 1619 r. – Lordem Wielkim Admirałem, w maju 1620 r. lordem namiestnikiem Kentu, a w 1622 r. lordem namiestnikiem Middlesex. Od 1626 r. był kanclerzem Uniwersytetu w Cambridge.

## Małżeństwo
16 maja 1620 r. Buckingham poślubił lady Katherine Manners (ok. 1607 – październik 1649), córkę Francisa Mannersa, 6. hrabiego Rutland i Frances Knyvett, córki sir Edwarda Knyvetta. Z małżeństwa narodziło się dwóch synów i córka:
- Mary Villiers (ok. 1622 – listopad 1685), żona sir Charlesa Herberta, Jamesa Stewarta, 4. księcia Lennox, i pułkownika Thomasa Howarda, miała dzieci z drugiego małżeństwa;
- Charles Villiers (17 listopada 1625 – 16 marca 1627), markiz Buckingham;
- George Villiers (10 stycznia 1628 – 16 kwietnia 1687), 2. książę Buckingham.

## Buckingham i Karol I
Buckingham nawiązał również bliskie relacje z następcą tronu, księciem Walii Karolem. W 1623 r. towarzyszył księciu w podróży do Hiszpanii, gdzie miały się odbyć negocjacje dotyczące ślubu Karola z infantką Marią. Negocjacje zakończyły się fiaskiem, poniekąd z powodu skandalicznego zachowania Buckinghama. Hiszpański ambasador w Londynie zwrócił się nawet do parlamentu, aby skazał Buckinghama na śmierć, jednak książę zyskał sobie przychylność Izb, nawołując po powrocie do wojny z Hiszpanią. Prowadził następnie dalsze negocjacje dotyczące małżeństwa następcy tronu. Kiedy jednak w 1624 r. Karol został zaręczony z katolicką francuską księżniczką, Henriettą Marią, Buckingham wiele stracił w oczach protestanckiego parlamentu. Obwiniano go również o fiasko ekspedycji von Mansfelda w celu odzyskania Palatynatu w 1625 r. W tym samym roku zmarł Jakub I i tron objął książę Walii jako Karol I. Buckingham był jednym z niewielu ludzi, którzy po zmianie monarchy utrzymali się na stanowiskach. Otrzymał nawet nowy urząd – lorda strażnika Pięciu Portów.
Następnie Buckingham zaczął snuć fantastyczne plany dotyczące wojny z Hiszpanią. Najpierw, wzorem Francisa Drake’a, postanowił zaatakować flotę hiszpańską w porcie Kadyks. Wyprawa zakończyła się fiaskiem. Wówczas wpadł na pomysł, aby zaatakować hiszpańską flotę przewożącą skarby z Meksyku, ale planu nigdy nie wprowadzono w życie. Buckingham zdecydował się zawrzeć przymierze z Francją. W zamian za pomoc Francuzów przy wypieraniu Hiszpanów z Palatynatu Buckingham zobowiązywał się wysłać angielską flotę na pomoc Francuzom oblegających hugenotów w La Rochelle.
Negocjacje nie zakończyły się sukcesem. Izba Gmin była oburzona faktem, że angielska flota miała wspomagać katolików przeciw protestantom. Parlament wykorzystał sprawę nieudanego ataku na Kadyks w 1625 r. i oskarżył Buckinghama w trybie impeachment. Wówczas, w sierpniu 1627 r., Karol I rozwiązał parlament.
Królewski faworyt zaangażował się następnie w przygotowanie odsieczy dla La Rochelle. Wyprawa wyruszyła w 1627 r. i zakończyła się ciężką klęską Anglików. Z 7000 żołnierzy biorących udział w wyprawie zginęło 4000. Kiedy przygotowywał drugą wyprawę, 23 sierpnia 1628 r. został zamordowany w Portsmouth przez fanatycznego purytanina, oficera marynarki Johna Feltona. Został pochowany 18 września 1628 r. w Opactwie Westminsterskim.

## W kulturze
Książę Buckingham jest jednym z bohaterów książki Trzej muszkieterowie Aleksandra Dumasa (ojca), gdzie został przedstawiony jako kochanek królowej Francji Anny Austriaczki. Pojawia się również w filmowych adaptacjach powieści. W postać wcielali się m.in. Thomas Holding (wersja z 1921 r. w reżyserii Freda Niblo), Simon Ward (wersja z 1973 r. w reżyserii Richarda Lestera) i Orlando Bloom (wersja z 2011 r. w reżyserii Paula W.S. Andersona).
Buckingham jest również bohaterem powieści Arturo Pérez-Reverte Kapitan Alatriste, gdzie przedstawiona jest misja Buckinghama i księcia Karola w Madrycie w 1623 r.
Postać Buckinghama występuje również w powieści Philippy Gregory Ziemskie radości, pojawiają się tam wątki jego związków z królem Jakubem I oraz następcą tronu, później królem Karolem I.